# Козетульский, Ян Леон Ипполит
Ян Леон Ипполит Козетульский (4 июля 1778, Скерневице — 3 февраля 1821, поместье около Варшавы) — польский шляхтич герба Абданк, наполеоновский кавалерийский офицер, прославившийся своей уникальной кавалерийской атакой в битве при Сомосьерре.

## Биография
Близкий друг генерала Викентия Красинского, Ян Козетульский служил под его началом в императорской гвардии Наполеона, в полку улан. После вторжения Наполеона в Испанию, в битве при Сомосьерре, Ян Козетульский повел свой эскадрон (125 всадников) в лобовую конную атаку на 16 испанских пушек, установленных на укреплённом горном перевале и перегораживавших путь всей французской армии, и взял их все — чем, в сущности, и выиграл сражение.
Офицер ордена Почётного легиона, барон империи (1811), Козетульский в 1812 году возглавлял личный эскорт Наполеона в тот день, когда император со штабом был атакован казаками около Городни, атака была отбита.
В 1813 году — полковник-майор улан императорской гвардии, затем командир 3-го полка конных разведчиков гвардии. В 1814 году возвратился в Польшу, служил командиром одного из уланских полков Царства Польского.